# Tando Jan Mohammad
Tando Jan Mohammad (en ourdou : ٹنڈو جان محمد ; en sindhi : ٽنڊو جان محمد) est une ville pakistanaise située dans le district de Mirpur Khas, dans le sud de la province du Sind. C'est la troisième plus grande ville du district. Elle est située à près de 50 kilomètres au sud de la ville de Mirpur Khas.
La population de la ville a été multipliée par près de six entre 1972 et 2017, passant de 5 766 habitants à 36 968. Selon le recensement de 2023, la population de la ville monte à 41 188 habitants.
|            | 1972 (rec.) | 1981 (rec.) | 1998 (rec.) | 2017 (rec.) | 2023 (rec.) |
| ---------- | ----------- | ----------- | ----------- | ----------- | ----------- |
| Population | 5 766       | 8 858       | 13 619      | 36 968      | 41 188      |